# Широк гръбен мускул
Широкият гръбен мускул (Musculus latissimus dorsi) е най-големият гръбен мускул. Той има триъгълна форма и е разположен под трапецовидния мускул. Като всички останали гръбни мускули, той участва в движението на гръбначния стълб, горния крайник и раменния пояс. Чрез него човек може да се привежда напред или притегля назад, да се набира нагоре, както и да завърта вътрешно мишницата си.